# Panaretella minor
Panaretella minor là một loài nhện trong họ Sparassidae.
Loài này thuộc chi Panaretella. Panaretella minor được George Newbold Lawrence miêu tả năm 1952.